# Initiative populaire « être solidaires en faveur d'une nouvelle politique à l'égard des étrangers »
L'initiative populaire « être solidaires en faveur d'une nouvelle politique à l'égard des étrangers » est une initiative populaire suisse, rejetée par le peuple et les cantons le 5 avril 1981.

## Contenu
L'initiative demande d'apporter plusieurs modifications de l'article 69ter de la Constitution fédérale qui définit la politique du pays à l'égard des étrangers et le statut de ceux-ci. Parmi ces modifications, l'initiative demande la suppression du statut de saisonnier, le droit au renouvellement automatique d'un permis de séjour et la liberté de choix des lieux d'emploi et de domicile tout en restreignant l'immigration.
Le texte complet de l'initiative peut être consulté sur le site de la Chancellerie fédérale.

## Déroulement

### Contexte historique
Entre 1950 et 1978, le pourcentage de la population étrangère en Suisse passe de 5 % à 14,4 % de la population totale en Suisse. Cette augmentation, principalement provoquée par l'arrivée de travailleurs du sud de l'Europe, provoque le lancement de plusieurs initiatives dites « contre la surpopulation étrangère » présentées par différents mouvements d'extrême-droite dont l'Action nationale dirigée par le député zurichois James Schwarzenbach. Ces différentes initiatives sont toutes rejetées en votations respectivement le 7 juin 1970, le  20 octobre 1974 et le 13 mars 1977,.
La présente initiative est lancée en réaction à ces propositions de limitations du nombre d'étrangers.

### Récolte des signatures et dépôt de l'initiative
La récolte des 100 000 signatures nécessaires a débuté à la fin du mois d'octobre 1974, la date exacte n'a pas été conservée. Le 20 octobre 1977, l'initiative a été déposée à la chancellerie fédérale qui l'a déclarée valide le 8 novembre.

### Discussions et recommandations des autorités
Le parlement et le Conseil fédéral recommandent tous deux le rejet de cette initiative. Dans son message adressé à l'assemblée, le Conseil fédéral reconnait le côté positif de la volonté des initiants d'améliorer le statut juridique des étrangers. Cependant, selon lui, plusieurs mesures demandées dans cette initiatives « vont trop loin », justifiant ainsi son rejet. À titre de contre-projet indirect, le gouvernement présente une révision de la loi sur les étrangers, alors en voie de finalisation.

### Votation
Soumise à la votation le 5 avril 1981, l'initiative est refusée par la totalité des 20 6/2 cantons et 83,8 % des suffrages exprimés. Le tableau ci-dessous détaille les résultats par cantons :

## Effets
En accord avec la proposition du gouvernement, et à la suite du refus populaire de cette initiative, les Chambres fédérales approuvent une nouvelle version de la loi quelques mois après la votation. Cette modification est cependant attaquée en référendum par l'Action nationale qui juge qu'elle rend la Suisse trop attractive pour les étrangers désirant s'installer dans le pays et donc soumise à la votation populaire et rejetée le 6 juin 1982, forçant ainsi les autorités à revenir avec une nouvelle proposition. Celle-ci entrera finalement en vigueur le 16 décembre 2005 sous le nom de « Loi fédérale sur les étrangers » (LEtr).